# Banderes dels subjectes federals de Rússia

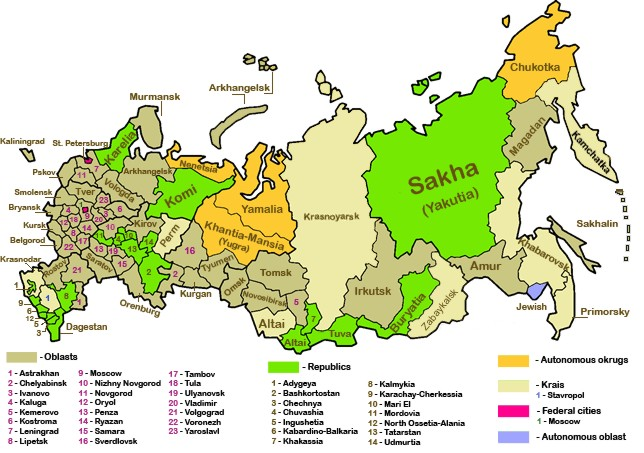
Subjectes federals de Rússia.

Aquesta galeria de les banderes dels subjectes federals de Rússia mostra les banderes dels 85 subjectes federals de Rússia que hi ha actualment.

## Republiques

Bandera de la República d'Adiguèsia
Bandera de la República de l'Altai
Bandera de la República de Baixkíria
Bandera de la República de Buriàtia
Bandera de la República de Calmúquia
Bandera de la República de Carèlia
Bandera de la República de Crimea[1]
Bandera de la República del Dagestan
Bandera de la República d'Ingúixia
Bandera de la República de Kabardino-Balkària
Bandera de la República de Karatxai-Txerkèssia
Bandera de la República de Khakàssia
Bandera de la República de Komi
Bandera de la República de Marí El
Bandera de la República de Mordòvia
Bandera de la República d'Ossètia del Nord - Alània
Bandera de la República de Sakhà
Bandera de la República del Tatarstan
Bandera de la República de Tuvà
Bandera de la República de Txetxènia
Bandera de la República de Txuvàixia
Bandera de la República d'Udmúrtia

## Territoris (oKrais)

Bandera del krai de l'Altai
Bandera del krai de Kamtxatka
Bandera del krai de Khabàrovsk
Bandera del krai de Krasnodar
Bandera del krai de Krasnoiarsk
Bandera del krai de Perm
Bandera del krai de Primórie
Bandera del krai de Stàvropol
Bandera del krai de Zabaikàlie

## Territoris autònoms

Bandera del Territori Autònom de Iamàlia
Bandera del Territori Autònom de Khàntia-Mànsia
Bandera del Territori Autònom de Nenètsia
Bandera del Districte autònom de Txukotka

## Óblasts

Bandera de l'óblast de l'Amur
Bandera de l'óblast d'Arkhànguelsk
Bandera de l'óblast d'Astracan
Bandera de l'óblast de Bélgorod
Bandera de l'óblast de Briansk
Bandera de l'óblast de Iaroslavl
Bandera de l'óblast d'Irkutsk
Bandera de l'óblast d'Ivànovo
Bandera de l'óblast de Kaliningrad
Bandera de l'óblast de Kaluga
Bandera de l'óblast de Kémerovo
Bandera de l'óblast de Kírov
Bandera de l'óblast de Kostromà
Flag of Óblast de Kurgan
Bandera de l'óblast de Kursk
Bandera de l'óblast de Leningrad
Bandera de l'óblast de Lípetsk
Bandera de l'óblast de Magadan
Bandera de l'óblast de Moscou
Bandera de l'óblast de Múrmansk
Bandera de l'óblast de Nijni Nóvgorod
Bandera de l'óblast de Nóvgorod
Bandera de l'óblast de Novossibirsk
Bandera de l'óblast d'Omsk
Bandera de l'óblast d'Orenburg
Bandera de l'óblast d'Oriol
Bandera de l'óblast de Penza
Bandera de l'óblast de Pskov
Bandera de l'óblast de Rostov
Bandera de l'óblast de Riazan
Bandera de l'óblast de Sakhalín
Bandera de l'óblast de Samara
Bandera de l'óblast de Saràtov
Bandera de l'óblast de Smolensk
Bandera de l'óblast de Sverdlovsk
Bandera de l'óblast de Tambov
Bandera de l'óblast de Tomsk
Bandera de l'óblast de Tula
Bandera de l'óblast de Tver
Bandera de l'óblast de Txeliàbinsk
Bandera de l'óblast de Tiumén
Bandera de l'óblast d'Uliànovsk
Bandera de l'óblast de Vladímir
Bandera de l'óblast de Volgograd
Bandera de l'óblast de Vólogda
Bandera de l'óblast de Vorónej

## Províncies Autònomes

Bandera de la Província Autònoma dels Hebreus

## Ciutats federals

Bandera de Moscou
Bandera de Sant Petersburg
Bandera de Sebastòpol[1]